# Conobregma cometes
Conobregma cometes är en stekelart som beskrevs av Van Achterberg 1995. Conobregma cometes ingår i släktet Conobregma och familjen bracksteklar. Inga underarter finns listade i Catalogue of Life.